# Волконский, Семён Фёдорович
Князь Семён Фёдорович Волко́нский (10 мая 1703—4 мая 1768) — российский военачальник, генерал-аншеф, член Военной Коллегии.
Сын князя Федора Михайловича Волконского, ближнего окольничего и рекетмейстера, от его брака с Екатериной Матвеевной Еропкиной († 1723).

## Биография
Поступил на службу в Академию морской гвардии (17 мая 1716), откуда выпущен во флот гардемарином (27 июля 1721). Мичман (26 апреля 1727). Назначен флигель-адъютантом к адмиралу П.П. Бредалю (1727). Пожалован в поручики Кавалергардского Корпуса (1730), по раскассировании которого пожалован в капитаны (1731), определён ротмистром «в первосочинённый» кирасирский полк. Служа во флоте, находился в Низовом Корпусе, участвовал во взятии Баку, был в походе в Курляндии и Польше (1734).  

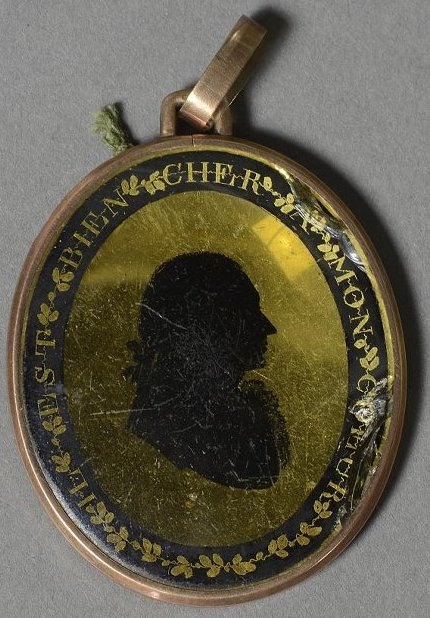
Портрет князя Семена Федоровича Волконского, последняя треть XVIII века

Пожалован в секунд-майоры 2-го (впоследствии лейб-) кирасирского полка (1735), произведен в премьер-майоры (1737), подполковник (1739), полковник того же полка (25 февраля 1741), велено ему числиться вице-подполковником (сентябрь 1741). Участвовал со своим полком в Финляндском походе (1742), где имел под своей командой и все кирасирские полки. Произведён в генерал-майоры с назначением генерал-провиантмейстером (23 апреля 1749). Произведен в генерал-лейтенанты (25 декабря 1755). Уволен с должности генерал-провиантмейстера (06 марта 1758). Получил начальство над всеми шестью кирасирскими полками (06 февраля 1760), выступил в Диршау с тремя из этих полков (03 мая 1760). Лейб-Регимент, Регимент Государя Наследника и Третьим кирасирским. Двинулся из Диршау в Штаргард (14 июня 1760), куда генерал Гаугребен прибыл с остальными тремя кирасирскими полками. Все шесть полков под командой князя Семёна Федоровича выступили в Кеницу (16 июня 1760) и пришли в Познань (04 июля 1760). Стоял лагерем у замка Каролат, по ту сторону Одера (08 сентября 1760), где по общему соглашению главнокомандующих русских и австрийских войск решено было идти на Берлин. Лейб-Регимент и Киевский кирасирский полк были в числе изрубивших и рассеявших прусский авангард и пехоту Клейста (27 сентября 1760), взято 1000 пленных, два орудия и обоз, на другой день, 28 сентября — произошла сдача Берлина. 
Стоял лагерем при Мюнстервальде (1761), где находилась главная квартира. Произведён смотр всем кирасирским полкам, «какие не только в хорошем состоянии, но и во всей исправности найдены» (15 мая 1761). Выступил с пятью полками в Нейберг (18 мая 1761), где простоял до половины сентября. Тем временем главнокомандующий граф Румянцев деятельно принялся за осаду Кольберга, на помощь которому спешил принц Виртемберский. Для прекращения сообщения между ним и осажденными посланы: Берг с легкой кавалерией и в помощь ему князь Семён Федорович с кирасирами. Близ деревни на Гольвенауской дороге завязался бой: Берг разбил Вернера и взял его в плен. Услышав выстрелы, кирасиры поспешили на помощь Бергу, но, не доскакав трёх верст до поля битвы, узнал, что сражение окончено.
Когда король Фридрих II двинул войска к Калишу для разрушения русских магазинов, Семёну Федоровичу приказано идти с кирасирами и несколькими батальонами к Польвину, а потом в Нетц, оттуда, (06 ноября 1761), поручено ему делать диверсию к Калишу. Разогнав мелкие конные неприятельские отряды, вернулся в Нетц (19 ноября 1761). В тот же день Румянцев разбил принца Виртембергского и, после сдачи Кольберга, войска зимовали в Померании. В это время на Российский престол вступил Пётр III. Военные действия были остановлены и начались переговоры, которые кончились Неймарским перемирием, подписанным со стороны России князем Михаилом Никитичем Волконским (16 марта 1762).
По возвращении в Россию (12 марта 1762), пожалован в генералы-аншефы с увольнением со службы. Назначен членом совета, учрежденного под председательством государя (18 мая 1762). Назначен императрицей Екатериной II членом учрежденной ею военной комиссии для рассмотрению артиллерийских штатов (12 июля 1762), назначен членом Военной Коллегии (22 сентября 1762). По прошению, уволен со всякой военной и гражданской службы (23 мая 1763).
Умер († 04 мая 1768), в 4 часу по полудню. Тело его, сначала положенное в московском Николо-Греческом монастыре, впоследствии перевезено в село Новоникольское, Мышкинского уезда, и положено в церкви, сооруженной вдовой его и сыном, освященной (10 мая 1776). Надгробные доски (его и его дочери) из Николо-Греческого монастыря перевезены в 1930-х годах в некрополь Донского монастыря.

## Семья
Женат на княжне Софье Семеновне Мещерской (13.09.1707—7.04.1777), дочери князя С. Ф. Мещерского. После смерти мужа жила в большом уединение в своем московском доме на Волхонке. Во время эпидемии чумы (1771), несмотря на все уговоры родных, наотрез отказалась покидать Москву. Только архиепископ Амвросий, друг княгини Волконской, к которому она питала большое почтение и смирение, смог убедить её в необходимости отъезда в подмосковное имении Александровское. Похоронена на кладбище Донского монастыря, мраморный барельеф над её могилой (плачущая женщина) создан И. Мартосом (1782).
В браке имели одного сына и шесть дочерей:
- Князь Волконский Григорий Семёнович (1742—1824) — генерал от кавалерии.
- Княжна Мария Семёновна (1731—1796) — замужем за Александром Васильевичем Римским-Корсаковым (1729—1781).
- Княжна Александра Семёновна (1733—1793) — замужем за Федором Ивановичем Дмитриевым-Мамоновым (1727—1805).
- Княжна Анна Семёновна (1737—1812) — замужем за Николаем Яковлевичем Олениным (1744—1802), их сын А. Н. Оленин.
- Княжна Наталья Семёновна (1739—1776) — замужем за бригадиром Андреем Ивановичем Хрущовым.
- Княжна Екатерина Семёновна (1743—1818) — замужем за Петром Леонтьевичем Ермоловым.
- Княжна Софья Семёновна (1747—1769) — девица, погибла вместе со своей племянницей Корсаковой во время прогулки в селе Александровском, погребена с отцом. По воспоминаниям С. Волконского, была собой очень дурна, «говорили, что лошади, наверно, оттого понесли, что оглянулись». Княжна погибла на месте, а Корсакова вследствие ушибов три месяца спустя.